# Brachiaria nana
Brachiaria nana är en gräsart som beskrevs av Otto Stapf. Brachiaria nana ingår i släktet Brachiaria och familjen gräs.
Artens utbredningsområde är Madagaskar. Inga underarter finns listade i Catalogue of Life.